# ハル島 (カナダ・ケベック州)
カナダのケベック州のハル島（ハルとう、英語、Hull Island）は、カナダ・ケベック州の島。北アメリカ大陸北東部を流れるセントローレンス川の主要な支流であるオタワ川の下流域に存在する中州である。なお、同国には他にも同名の島が存在する。

## 地理

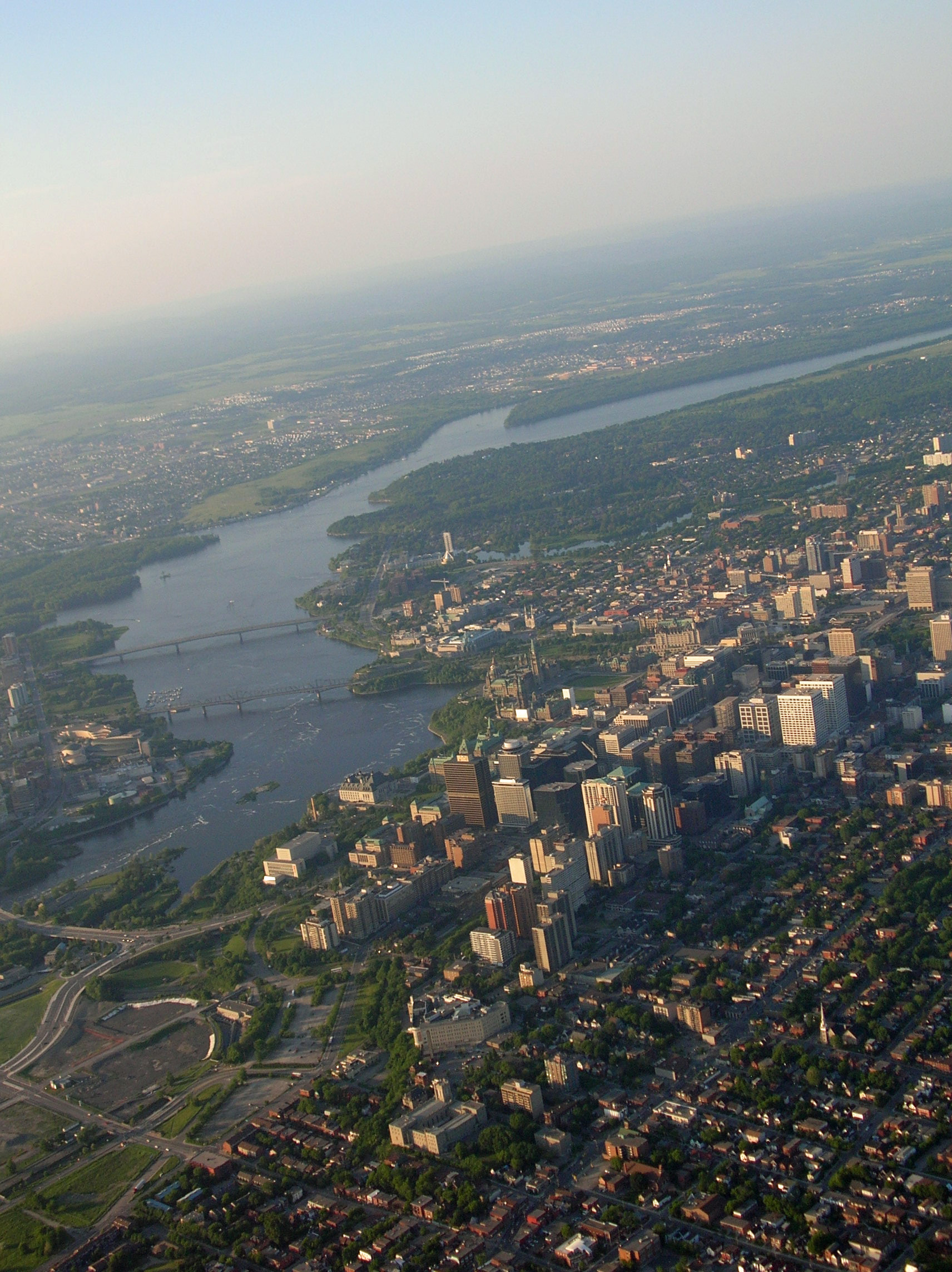
手前側がオンタリオ州のオタワ。川向こうがケベック州のハル。中央に流れる太い川がオタワ川で、写真の中に合計3本の橋が確認できる。そのうち手前側から1本目と2本目の橋の間に見える、小さな島がハル島である。

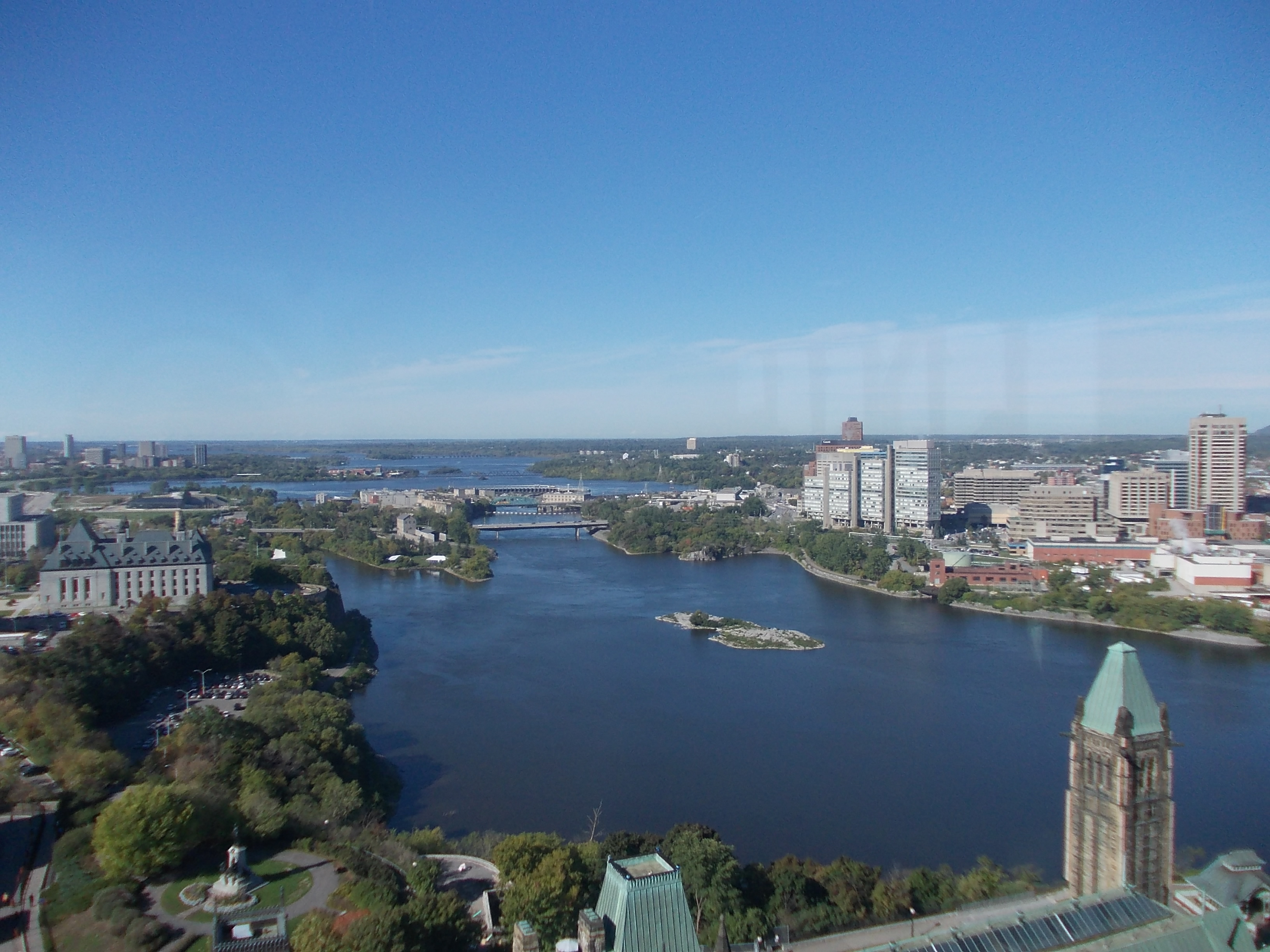
オタワに建っている平和の塔の上から見たオタワ川。写真中央に見える、橋の架かっていない川の中州がハル島である。

オタワ川はカナダのオンタリオ州とケベック州との州境とされており、オタワ川の南側がオンタリオ州で、北側がケベック州である。ハル島は、この州境のわずかに北側、北緯45度25分28秒、西経75度42分25秒付近に位置する。行政的にはケベック州ガティノーに属している。なお、この州境のオンタリオ州側はカナダの首都オタワであり、カナダの国会や最高裁判所からは数百メートル程度の距離に位置する。

## 名称について
ハル島は、かつて数年間にわたって「Gull Island」と呼ばれたこともあった

。